# 穆家营子镇
穆家营子镇，是中华人民共和国内蒙古自治区赤峰市松山区下辖的一个乡镇级行政单位。

## 行政区划
穆家营子镇下辖以下地区：
穆家营子村、衣家营子村、鸭子河村、下洼子村、五三村、北洼子村、官仓沟村、大西牛波罗村、古都河村、西道村、丁家地村、下海苏沟村、八家村和山西营村。